# Örsjö socken, Skåne
Örsjö socken i Skåne ingick i Vemmenhögs härad, ingår sedan 1971 i Skurups kommun och motsvarar från 2016 Örsjö distrikt.
Socknens areal är 11,52 kvadratkilometer varav 11,41 land. År 2000 fanns här 909 invånare. Den ursprungliga delen av tätorten Rydsgård samt kyrkbyn Örsjö med sockenkyrkan Örsjö kyrka ligger i socknen. 

## Administrativ historik
Socknen har medeltida ursprung.
Vid kommunreformen 1862 övergick socknens ansvar för de kyrkliga frågorna till Örsjö församling och för de borgerliga frågorna bildades Örsjö landskommun. Landskommunen uppgick 1952 i Rydsgårds landskommun som uppgick 1971 i Skurups kommun. Församlingen uppgick 2002 i Villie församling.
1 januari 2016 inrättades distriktet Örsjö, med samma omfattning som församlingen hade 1999/2000.  
Socknen har tillhört län, fögderier, tingslag och domsagor enligt vad som beskrivs i artikeln Vemmenhögs härad. De indelta soldaterna tillhörde Södra skånska infanteriregementet, Vemmenhögs kompani och Skånska dragonregementet, Vemmenhögs skvadron, Borreby kompani.

## Geografi
Örsjö socken ligger väster om Ystad. Socknen är en odlad småkuperad slättbygd på Söderslätt.

## Fornlämningar
Från stenåldern är boplatser och lösfynd, som benharpuner, funna. Från bronsåldern finns gravhögar. En runsten finns i Örsjögårdens park. 

## Namnet
Namnet skrevs cirka 1300 Öräsyo och kommer från kyrkbyn och tidigare från en nu försvunnen sjö. Namnet innehåller ör, 'grus(bank)'.